# Broscinae
Los broscinos (Broscinae) son una subfamilia de coleópteros adéfagos de la familia Carabidae. 

## Taxonomía
Tiene las siguientes tribus y géneros:

Tribu Broscini
- Acallistus Sharp, 1886
- Adotela Castelnau, 1867
- Anheretus Putzeys, 1868
- Axonya Andrewes, 1923
- Barypus[cita requerida] Dejean, 1828
- Bountya Townsend, 1971
- Brithysternus[cita requerida] MacLeay[cita requerida], 1873
- Broscodera Lindroth, 1961
- Broscodes Bolivar & Pieltain[cita requerida], 1914
- Broscosoma Rosenhauer, 1846
- Broscus Panzer, 1813
- Brullea Castelnau[cita requerida], 1867[cita requerida]
- Cascellius Curtis, 1839
- Cerotalis Castelnau[cita requerida], 1867[cita requerida]
- Chaetobroscus Semenov, 1900
- Chylnus Sloane, 1920
- Craspedonotus Schaum, 1863
- Creobius Guérin-Méneville, 1838
- Diglymma Sharp, 1886
- Ebertius Jedlicka, 1965
- Eobroscus Kryzhanovskij, 1951
- Eurylychnus Bates, 1891
- Gnathoxys Westwood, 1839[cita requerida]
- Mecodema Blanchard, 1853
- Metaglymma Bates, 1867
- Microbarypus Roig-Junient[cita requerida], 2000
- Miscodera Eschscholtz, 1830
- Nothobroscus Roig-Junient[cita requerida] & Ball, 1995
- Nothocascellius Roig-Junient[cita requerida], 1995
- Oregus Putzeys, 1868
- Orthoglymma Liebherr et al., 2011
- Parroa Laporte de Castelnau, 1868[cita requerida]
- Percolestus Sloane, 1892
- Percosoma Schaum, 1858
- Promocoderus[cita requerida] Dejean, 1829
- Pseudobroscus[cita requerida]
- Rawlinsius Davidson & Ball, 1998
- Zacotus LeConte[cita requerida], 1869